# 和勝和
和勝和（わしょうわ、ウォシンウォ、和字頭とも）は、香港を拠点とする犯罪組織の一。三合会に含まれる。

## 歴史
1908年に、または1930年に九龍の一区である深水埗に、12人の人物によって創立され、初期には36の枝組織を抱えていた。香港返還後の現在は初期に比せば幾分か縮小しているとされるが、構成員による市民の抗議デモへの暴行などから香港政府とも関係を持っているとされる。

## その他
日本軍に協力して勢力を固めた組織で、新成員の入会に際して伝統的な秘儀を行うことが知られている。現在三合会のうちで香港最大の組織ともいわれ、その成員数は3万人に達するといわれる。